# Колотило, Леонид Григорьевич
Леони́д Григо́рьевич Колоти́ло (род. 16 декабря 1958, Ленинград) — советский и российский географ, исследователь озера Байкал, действительный член Русского географического общества (1984), кандидат географических наук (1999), капитан 3-го ранга (1989), член Учёного совета Русского географического общества (2005), докторант СПбГУ (2001). Автор более 100 научных трудов.

## Биография
В 1981 году с отличием окончил гидрографический факультет ВВМУ им. М. В. Фрунзе. Участник нескольких экспедиций в Северном Ледовитом, Тихом, Атлантическом и Индийском океанах. Осуществлял съёмку рельефа дна, испытывал гидрофизическую аппаратуру и изучал пространственно-временную изменчивость морской среды. В 1992 году уволился со службы в ВМФ по сокращению штатов в звании капитана 3 ранга. Ещё до увольнения со службы начал работать корреспондентом в редакции газеты и журнала Ленинградского государственного университета. В 1998 году поступил в аспирантуру в СПбГУ на кафедру физической и эволюционной географии по предложению заведовавшего в то время кафедрой профессора Ю. П. Селиверстова. В 1999 году защитил диссертацию в СПбГУ на факультете географии и геоэкологии на соискание учёной степени кандидата географических наук (тема диссертации — «Физико-географическая характеристика озера Байкал: Вклад военных моряков»).

## Исследования озера Байкал
Участник гидрографической экспедиции ГУНиО МО СССР на озеро Байкал под руководством В. В. Туровцева в течение четырёх сезонов: 1982, 1983, 1984, 1985 годов. В 1983 году открыл (совместно с А. И. Сулимовым) наибольшую глубину озера Байкал — 1642 метра (наибольшая глубина озёр в мире). Эта глубина нанесена на карты в 1992 году. Участвовал в бельгийско-испанско-российском проекте INTASS по созданию цифровой карты озера Байкал, подтвердившем при оцифровке глубин наибольшую глубину Байкала 1642 метра. В 1984 году на озере Байкал открыл (совместно с С. В. Графовым) новый географический объект — банку, названную по его предложению именем известного исследователя озера Байкал Ф. К. Дриженко. Инициатор создания, руководитель лоцийной группы и один из авторов лоции озера Байкал (1993). Написал для лоции Байкала специальный раздел «Исторический очерк».
Участвовал в подготовке к изданию навигационных карт Байкала. Совместно с П. П. Шерстянкиным разработал поправки для измерения глубин в озере Байкал, при помощи которых вычислены все глубины, обозначенные на современных картах Байкала и на цифровой карте Байкала.

### Цена Байкала
В 2011 году на сайте РГО была опубликована статья Л. Г. Колотило «Цена Байкала», в том числе у «Гринписа России», а её основные положения 27 ноября 2012 года были озвучены (без ссылки на автора) в интервью В. В. Жириновского на телеканале «Вести 24».

## Исследования по истории науки и техники
В области истории науки разработал три направления:
- научная биография Ф. К. Дриженко[12].
- деятельность военных моряков российского флота по изучению и освоению озера Байкал в течение 300 лет[13].

- байкальский «узел» транспортных путей на рубеже 19 и 20 веков[14].

## Биография адмирала А. В. Колчака
В феврале 1990 года совместно с В. Д. Доценко подготовил телепередачу об А. В. Колчаке (программа «Пятое колесо»). 13 апреля 1990 года в газете ЛГУ опубликовал биографическую статью об адмирале Колчаке и статью о расстреле Колчака. Статьи несколько раз перепечатывались другими газетами. В 1991 году вышла книга «Допрос А. В. Колчака» с вводной статьёй Л. Г. Колотило.

## Теория самоорганизации и саморегуляции
Один из авторов теории самоорганизации и саморегуляции природных систем, для которой им совместно с А. Г. Ивановым-Ростовцевым в 1989 году было предложено название: Теория D-SELF. Название D-SELF является аббревиатурой от первой буквы слова Double, обозначающего отношение к двум процессам, чьи названия начинаются со слова SELF: SELForganization и SELFregulation. Сначала результаты работ по этой тематике были опубликованы в сборнике научных статей Пулковской обсерватории и в Известиях РГО. Новое научное направление поддержал академик А. Ф. Трёшников и представил четыре статьи по этой тематике в самый престижный научный журнал «Доклады АН СССР» (ДАН), где они и были опубликованы. Всего по этой тематике только в ДАНе было опубликовано более двух десятков статей, которые представляли академики: К. Я. Кондратьев, В. И. Ильичёв, Н. С. Соломенко, С. Л. Соловьёв. Часть из этих работ переведена и опубликована за рубежом. В 1999 и 2001 годах опубликованы две монографии по теории D-SELF,. В разное время, кроме Л. Г. Колотило, в работе над теорией принимали участие: д.т.н. Г. М. Дегтярёв, к.г.н. А. Г. Иванов-Ростовцев, О. А. Любченко, д.т.н. Ю. Ф. Тарасюк, д.ф.-м.н. П. П. Шерстянкин, д.г.-м.н. В. А. Смирнов, д.ф.-м.н. О. И. Смоктий и др.

## Русское географическое общество
Действительный член Русского географического общества (РГО) с 1984 года, член Учёного совета с 2005 года, научный сотрудник РГО — с 2004 года.
Один из инициаторов учреждения наградной Золотой медали Русского географического общества им. великого князя Константина Николаевича «За заслуги».
Создатель Секции синергетики географических систем Русского географического общества. Много лет был учёным секретарём и председателем этой секции. На заседании этой секции 15 мая 1990 года, посвящённом 25-летию пассионарной теории этногенеза Л. Н. Гумилёва, где присутствовал её автор, выступил с предложением о выдвижении Л. Н. Гумилёва в действительные члены АН СССР (академики). В этот же день данное предложение было им же озвучено в телевизионной передаче «Зеркало», где он участвовал вместе с Л. Н. Гумилёвым, А. М. Панченко, К. П. Ивановым.

## Семья
Жена — Марина Николаевна Колотило (Савинова) (р. 1963), искусствовед, культуролог, автор книг и статей по истории и культуре Санкт-Петербурга.
Падчерица — Екатерина Юрьевна Паньженская (1984—2009) — фотограф и графический дизайнер.
Сын — Алексей (военнослужащий).

## Основные печатные труды
- Колотило Л. Г. Фёдор Кириллович Дриженко (1858—1922). — СПб.: «Наука», 1997. — 128 с. (Серия «Научно-биографическая литература»). ISBN 5-02-024722-7
- Колотило Л. Г. Военные моряки Байкала: проблемы исторической реконструкции деятельности военных моряков российского флота по физико-географическому изучению и освоению озера Байкал в XVIII—XX вв. — СПб.: «Наука», 2004. — 560 с. ISBN 5-02-025048-1
- Колотило Л. Г., Андриенко В. Г. Трансбайкальский перекрёсток: проблемы транспортных путей и железнодорожной паромной переправы через озеро Байкал на рубеже XIX—XX вв. — СПб.: «Наука», 2005. — 520 с. ISBN 5-02-025060-0[27].
- Колотило Л. Г. Проблемы физико-географического изучения озера Байкал: гидрографический аспект / Под ред. А. А. Комарицына и Ю. Ф. Тарасюка. — СПб.: РГО, 2001. — 310 с.
- Иванов-Ростовцев А. Г., Колотило Л. Г., Тарасюк Ю. Ф., Шерстянкин П. П. Самоорганизация и саморегуляция природных систем. Модель, метод и основы теории D-SELF / Под ред., с предисловием, комментариями и заключением академика РАН К. Я. Кондратьева. — СПб.: РГО, 2001. — 216 с. ISBN 5-900786-51-X
- Иванов-Ростовцев А. Г., Колотило Л. Г. Гармония пространственно-временных параметров реальных эволюционирующих систем от Космоса до Биоты // Современные проблемы изучения и сохранения биосферы. Т. 2. — СПб: «Гидрометеоиздат», 1992. С. 346—359. (Раздел коллективной монографии).
- Иванов-Ростовцев А. Г., Колотило Л. Г. Метод моделирования эволюционной динамики природных систем / С предисловием академика РАН К. Я. Кондратьева // Известия РГО. Т. 131. Вып. 2. 1999. Приложение к выпуску. — 65 с.
- Более 20 статей в журнале «Доклады Российской академии наук» по представлению академиков РАН: Кондратьева К. Я., Ильичёва В. И., Соловьёва Ф. Л., Трёшникова А. Ф., Шемякина Е. И. Часть из этих статей переведены и опубликованы в США.
- Морской энциклопедический словарь. В 3-х томах. — СПб.: «Судостроение», 1991—1994.
  - Статьи Л. Г. Колотило: «Байкал», «Бар», «Береговая линия», «Гомологии географические», «Декабристы-моряки», «Дриженко Фёдор Кириллович», «Мёртвая вода», «Уилкинс Губерт».
  - Статьи Л. Г. Колотило с соавторами: «Гидрография» (в соавторстве с чл.-корр. РАН А. И. Сорокиным), «Глубина акватории» (в соавторстве с В. А. Зимоглядовым), «Мировой океан» (в соавторстве с В. В. Клепиковым).
- Доценко В. Д., Колотило Л. Г. Вопросы крови. Легенда о Великом Ломоносове — сыне Петра Великого. — СПб.: Издательство «Аврора-Дизайн», 2010. — 208 с. ISBN 978-5-93768-033-2 (ошибоч.)

## Навигационные карты и пособия
- Колотило Л. Г., Шерстянкин П. П. Таблицы скорости звука в воде озера Байкал и поправки глубин, измеренных эхолотом. — Владивосток: Гидрографическая служба ТОФ, 1985. — 12 с., табл., графики.
- Навигационная генеральная карта: Озеро Байкал. М 1: 500000 . Адмиралтейский № 61000. 2-е изд. — СПб.: ГУНиО МО РФ, 1992. (Использованы материалы исследований Л. Г. Колотило)
- Навигационная карта: Озеро Байкал. Южная часть. М 1: 200000. Адмиралтейский № 62060. — СПб.: ГУНиО МО РФ, 1992. (Использованы материалы исследований Л. Г. Колотило)
- Навигационная карта: Озеро Байкал. Средняя часть. От устья реки Селенги до мыса Ижимей. М 1: 200000. Адмиралтейский № 62061. — СПб.: ГУНиО МО РФ, 1992. (Использованы материалы исследований Л. Г. Колотило)
- Навигационная карта: Озеро Байкал. Средняя часть. От мыса Ижимей до губы Давша. М 1: 200000. Адмиралтейский № 62062. — СПб.: ГУНиО МО РФ, 1992. (Использованы материалы исследований Л. Г. Колотило)
- Навигационная карта: Озеро Байкал. Северная часть. М 1: 200000. Адмиралтейский № 62063. — СПб.: ГУНиО МО РФ, 1991. (Использованы материалы исследований Л. Г. Колотило)
- Лоция озера Байкал. Адмиралтейский № 1007. — СПб.: ГУНиО МО РФ, 1993. — 238 с. (Л. Г. Колотило — один из авторов)
- Атлас озера Байкал. Прибрежная часть. М 1:50000. Адмиралтейский номер 65064. — СПб.: ГУНиО МО РФ, 2001. (Использованы материалы исследований Л. Г. Колотило)
- Цифровая карта озера Байкал. 2002. (Л. Г. Колотило — один из авторов)[5].

## Основные публикации о Л. Г. Колотило
- Виноградов В. Разящая шпага курсанта // Советский моряк. 1978. 20 апреля. (О присуждении курсанту ВВМУ им. М. В. Фрунзе Л. Г. Колотило звания «Мастер спорта СССР»)
- Смирнов Л. Е. Рецензия на книгу: Л. Г. Колотило. Фёдор Кириллович Дриженко (1858—1922). — СПб.: Наука, 1997. — 128 с. // Известия РГО. 1999. Т. 131. Вып. 4. С. 106.
- Колотило Леонид Григорьевич // Доценко В. Д. Словарь биографический морской. — СПб.: Logos, 2000. С. 192.
- Колотило Леонид Григорьевич // Доценко В. Д. Знаменитые люди Петербурга. Биографический словарь. — СПб.: Скарабей, 2001. С. 320.
- Библиографический указатель публикаций Леонида Григорьевича Колотило за 1981—2001 гг. К 20-летию творческой деятельности. — СПб.: Русское географическое общество, 2001. — 46 с.
- Колотило Леонид Григорьевич // Доценко В. Д., Миронов В. Ф. Знаменитые люди Санкт-Петербурга: Биографический словарь. — СПб.: Д. А. Р. К., 2003. С. 173. ISBN 5-98004-002-1
- Колотило Леонид Григорьевич // Доценко В. Д., Йолтуховский В. М., Щербаков В. Н. Знаменитые люди Санкт-Петербурга: Биографический словарь. — СПб.: Д. А. Р. К., 2004. С. 306. ISBN 5-98004-006-4
- Колотило Леонид Григорьевич // Доценко В. Д., Гетманец Г. М., Щербаков В. Н. Знаменитые люди Санкт-Петербурга: Биографический словарь в 15-ти томах. Т. II. — СПб.: Аврора-Дизайн, 2005. С. 218. ISBN 5-93768-008-1
- Тарасюк Ю. Ф. Петербург-Байкал-Петербург. [Рецензия на книгу Колотило Л. Г.] // Морской вестник. № 2 (14). 2005. С. 100.
- Тарасюк Ю. Ф. Байкал — это судьба. Рецензия на книгу докторанта факультета географии и геоэкологии [ Колотило Л. Г. Военные моряки Байкала. — Спб.: Наука, 2001. — 560 с.] // Санкт-Петербургский университет. № 5 (3694). 25 марта. 2005. С. 44—45.
- Кокосов В. Н. Славное море, священный Байкал. [О книгах Л. Г. Колотило] // Невский альманах. Журнал писателей России. № 2 (27). 2006. С. 44.

## Членство в научных обществах
- 1984 — действительный член Русского географического общества (РГО)[28]
- 1999 — член Санкт-Петербургского дома учёных РАН, военно-историческая секция[1]
- 2001 — член British Astronomical Association[1]
- 2001 — член American Physical Society[1]
- 2006 — член Союза писателей «Многонациональный Санкт-Петербург»[29]
- 2008 — член общественной организации историков искусства и художественных критиков «Ассоциация искусствоведов» (АИС)[30]

## Работа в научных учреждениях
- НИЦ радиоэлектронного вооружения ВМФ (г. Пушкин)
- Институт прикладной математики РАН им. М.Келдыша (Москва)
- НИИ горной геомеханики и маркшейдерского дела (ВНИМИ) (Санкт-Петербург)
- Санкт-Петербургский научный центр РАН
- ГНИИ охраны природы Арктики и Севера (Санкт-Петербург)
- Университет управления и права (Москва)
- РГО

## Спорт
- 1977 мастер спорта СССР по фехтованию на шпагах (тренер — В. А. Ремизов)[31].